# Autoestradas e vias rápidas de Espanha
A rede rodoviária em Espanha divide-se em autoestradas e vias rápidas. As primeiras são geralmente concessionadas e com portagens, embora que as segundas são gratuitas e são mantidas pelo Estado e as comunidades. A 31 de Dezembro de 2005 a rede de vias de alta capacidade estava composta em 13.156 km, pelo que se supõe em 7,9% do total de estradas de Espanha.

## Autoestradas e vias rápidas interurbanas
As seguintes autoestradas e vias rápidas, denominadas por "Vias de Grande Capacidade", são parte da Rede de Estradas do Estado (RCE), gerida pela Direcção Geral de Estradas do Ministério do Fomento, em que no caso de ser uma autoestrada, pela empresa concessionária, em que é assinado um contrato de exploração.
| Via | Denominação da Via                                        | Itinerário |
| --- | --------------------------------------------------------- | --- |
|     | Via rápida do Norte                                       | Madrid - San Sebastián de los Reyes - Burgos, (N-I), Miranda de Ebro - Armiñón - Vitoria - San Sebastián |
|     | Auto-estrada do Norte                                     | Burgos - Miranda de Ebro - Armiñón, Bergara - Eibar |
|     | Via rápida do Nordeste                                    | Madrid - Alcalá de Henares - Guadalajara - Medinaceli - Calatayud - Saragoça - Alfajarín, (N-II), Fraga - Lérida - Cervera - Igualada - Barcelona - Santa Coloma de Gramanet - Badalona - Montgat - * - Mataró - Sant Andreu de Llavaneres - * - Tordera - * - Girona - * - Figueres - * - El Pertús |
|     | Auto-estrada do Nordeste                                  | Alfajarín - Lérida - El Vendrell - Barcelona - Mataró - Palafolls - * - Lloret de Mar - * - Palafrugell - * -Portbou |
|     | Via rápida do Este                                        | Madrid - Rivas-Vaciamadrid - Tarancón - Atalaya del Cañavate - Motilla del Palancar - Utiel - Requena - Valência |
|     | Via rápida do Sul                                         | Madrid - Aranjuez - Córdoba - Sevilla, Jerez de la Frontera - El Puerto de Santa María - Cádiz - A-48 |
|     | Auto-estrada do Sul                                       | Sevilla - Cádiz |
|     | Via rápida do Sudoeste                                    | Madrid - Alcorcón - Móstoles -Talavera de la Reina - Mérida - Badajoz - Portugal |
|     | Via rápida do Noroeste                                    | Madrid - Collado Villalba, Adanero - Tordesilhas - Benavente - Ponferrada - Lugo - Arteixo |
|     | Auto-estrada do Noroeste                                  | Collado Villalba - Adanero |
|     | Via rápida do Mediterrâneo                                | Le Perthus (Francia) - * - Figueres - * - Girona - * - Tordera - * - Sant Andreu de Llavaneres - Mataró - * - Badalona - Barcelona - * - Altafulla - * - Tarragona - Vilaseca - * - Hospitalet de L'Infant - * - Vandellós, Castelló - * - Puçol - Valência - Silla - Xàtiva - Albaida - * - Alcoi - San Vicente del Raspeig, Elche - Crevillent - Múrcia - Almería - Adra - * - Motril - * - Almuñécar - * - Nerja - Málaga - Algeciras |
|     | Auto-estrada do Mediterrâneo                              | França - La Jonquera - Girona - Barcelona - Tarragona - Puçol, Silla - Gandia - Alicante, Crevillent - Cartagena - Vera, Málaga - Guadiaro |
|     | Via rápida do Cantábrico                                  | Bilbao - Solares - * - Torrelavega - Unquera - * - Llanes - Gijón - * - Baamonde |
|     | Auto-estrada do Cantábrico                                | Behobia - San Sebastián - Bilbau |
|     | Auto-estrada do Atlântico                                 | Ferrol - Corunha - Santiago - Pontevedra - Vigo - Tuy - A-55 |
|     | Via rápida da Barranca                                    | Irurzun - Altsasu |
|     | Via rápida do Douro                                       | Soria - * - Valladolid - Samora - * - Portugal |
|     | Via rápida do Caminho de Santiago / Via rápida do Caminho | Pamplona - Logronho - * - Burgos - Leão |
|     | Via rápida Logroño-Soria                                  | Acesso Sudeste-Nordeste de Logroño - * - Soria |
|     | Via rápida Lérida-França                                  | Lérida - * - Viella |
|     | Via rápida de Navarra / Via rápida de Leizarán            | Medinaceli - * - Almazán - * - Sória - * - Tudela / Irurzun - Andoain |
|     | Auto-estrada de Navarra                                   | Soria - * - Tudela - Pamplona - Irurzun |
|     | -                                                         | - |
|     | -                                                         | - |
|     | -                                                         | - |
|     | -                                                         | - |
|     | -                                                         | - |
|     | Via rápida dos Pirenéus                                   | Pamplona - * - Jaca |
|     | Via rápida Huesca-Lérida                                  | Huesca - * - Lérida (A-2 e A-27) |
|     | Via rápida Mudéjar                                        | Sagunto - Teruel - Saragoça - Huesca - * Jaca - * - Somport - * - França |
|     | Autovía Daroca-Burgos                                     | Daroca - * - Calatayud - * - Sória - * - Burgos |
|     | -                                                         | - |
|     | Autovía del Eje Pirenaico                                 | Llançà - * -Figueres - * - Olot |
|     | Via rápida de Tarragona                                   | Tarragona - * - Montblanc - * - Les Borges Blanques - * - Lérida (A-22) |
|     | -                                                         | - |
|     | -                                                         | - |
|     | Via rápida de Murcia                                      | Albacete - Múrcia - Cartagena |
|     | Via rápida de Alicante                                    | Atalaya del Cañavate - Albacete - Almansa - Alicante |
|     | Via rápida Linares-Albacete                               | Bailén - * - Linares - * - Albacete |
|     | Via rápida Cieza-Fuente la Higuera                        | Cieza - Jumilla - Yecla - Caudete - La Font de la Figuera |
|     | -                                                         | - |
|     | Via rápida Almansa-Játiva                                 | Almansa - Xàtiva |
|     | Auto-estrada Ocaña-La Roda                                | Ocaña - Corral de Almaguer - Quintanar de la Orden - Mota del Cuervo - Las Pedroñeras - La Roda |
|     | Auto-estrada Alicante-Murcia                              | Alicante - * - Múrcia |
|     | -                                                         | - |
|     | -                                                         | - |
|     | Via rápida Castilla-La Mancha                             | Ávila - * -Maqueda - Toledo - * - Ocaña - * - Tarancón - * - Cuenca - * - Teruel - * - Alcañiz - * - Tarragona |
|     | Auto-estrada Madrid-Córdoba                               | Madrid - Toledo - * - Ciudad Real (A-43) - Puertollano (A-41, A-43) * - Córdova (A-4) |
|     | Via rápida de Toledo                                      | Madrid - Toledo |
|     | Via rápida Extremadura-Comunidade Valenciana              | Mérida - * - Ciudad Real - Manzanares - * - Argamasilla de Alba - Tomelloso - * - San Clemente - Atalaya del Cañavate |
|     | Via rápida da Serra Nevada                                | Bailén (A-4) - Xaém - Granada (A-92) - * - Motril (A-7) |
|     | Via rápida de Málaga                                      | Córdova - Encinas Reales - * - Antequera - Málaga |
|     | Auto-estrada de Málaga                                    | Alto de las Pedrizas - * - Málaga |
|     | Via rápida A-47                                           | Sevilla - * - Rosal de la Frontera - * - Portugal |
|     | Via rápida da Costa da Luz                                | Cádiz - * - Algeciras |
|     | Via rápida do Quinto Centenário                           | Sevilla - Huelva - Ayamonte - Portugal |
|     | Via rápida da Cultura                                     | Ávila - * - Salamanca |
|     | Circunvalação de Ávila                                    | AP-51 Ávila este - N-110 Ávila oeste |
|     | Ligação a Ávila                                           | Villacastín - Ávila |
|     | Via rápida das Rias Baixas                                | Benavente - Ourense - O Porriño - A-55 - * - Vigo |
|     | Auto-estrada Central Galega                               | Santiago - Alto de Santo Domingo * - * Ourense |
|     | Via rápida Santiago-Lugo                                  | Santiago - Aeroporto de Santiago - * - Lugo - * - A-6 |
|     | Via rápida do Atlântico                                   | Vigo - Tui - Portugal |
|     | Via rápida Lugo-Ourense                                   | Guntín de Pallares - * - Ourense |
|     | Via rápida A-57                                           | Pontevedra - * - Ponteareas - * - A-52,A-55 |
|     | Via rápida Trujillo-Cáceres                               | Trujillo - * - Cáceres |
|     | -                                                         | - |
|     | Via rápida Valladolid-León                                | Valladolid - * - Leão |
|     | Ligação a Segovia                                         | San Rafael - Segovia |
|     | Via rápida de Castela                                     | Burgos - Valladolid - Salamanca - Cidade Rodrigo - * - Fontes de Onor - * - Portugal |
|     | Via rápida Oviedo-La Espina                               | Oviedo - Grado *-* La Espina *-* Luarca (A-8) |
|     | Via rápida Oviedo-Villaviciosa                            | Villaviciosa - Oviedo |
|     | Via rápida Benavente-Palencia                             | Benavente - * - Palência |
|     | Via rápida da Rota da Prata                               | Gijón - Oviedo - Campomanes, Onzonilla - Benavente - * - Samora - * - Salamanca - * - Plasencia - Cáceres - * - Mérida - * - Sevilla |
|     | Auto-estarada da Rota da Prata                            | Campomanes - Onzonilla |
|     | Via rápida Cantabria-Meseta                               | Santander - Torrelavega - Molledo - Pesquera - Reinosa - Aguilar de Campoo - * - Frómista - Palência - Venta de Baños |
|     | Via rápida do Ebro                                        | Amposta - Tortosa - * - Miravet - * - Valdealgorfa - * - Alcañiz - * -aragoza - * -Tudela - * - Logronho - * - Miranda de Ebro |
|     | Auto-estrada Vasco-aragonesa                              | Bilbao - Logronho - Saragoça |
|     | Auto-estrada dos Mares                                    | Reinosa (A-67) - * - Miranda de Ebro (AP-1) |
|     | Circulação de Alicante                                    | - |
|     | Auto-estrada León-Astorga                                 | Leão - Astorga |
|     | Via rápida A-72                                           | Monforte de Lemos - * - Chantada |
|     | Via rápida Burgos-Aguilar de Campoo                       | Burgos - * - Aguilar de Campoo |
|     | Via rápida A-74                                           | Almadén - * - A-43 |
|     | Via rápida A-75                                           | Verín (A-52) - * - Feces de Abaixo com fronteira portuguesa. |
|     | Via rápida Ponferrada-Ourense                             | Ponferrada - * - Ourense |
|     | Acesso Noroeste a Alicante                                | - |
|     | Via rápida Elche-Crevillente                              | Crevillent - Elche |
|     | Via rápida Alicante-Elche                                 | Alicante - Elche |
|     | Via rápida da Sella                                       | Ribadesella - * - Cangas de Onís |
|     | Via rápida de acesso ao Aeroporto das Asturias            | A-8 - Aeroporto das Astúrias |
|     | Via rápida A-91                                           | Puerto Lumbreras - Vélez Rubio |

(* em construção o projecto)

## Autoestradas radiais
As autoestradas radiais espanholas são cinco autoestradas que partem de Madrid e avançam paralelamente a cada uma das autoestradas rediais, a saber: A-1 (em construção), A-2, A-3, A-4 e A-5. Foram desenhadas e construidas durante a VI e VII Legislatura (Governos de José María Aznar) para descongestionar estas vias rápidas radiais que são remanescentes e que foram colapsadas em pontes, operações de entrada/saída de férias ou simplesmente em horas de ponta. Existe uma certa polémica com o resultado destas infrastruturas, depois na prática parece que contribuem para o agravamento do fluxo de trânsito em pontos de confluência destas vias rápidas radiais de referência.
| Via           | Denominação da Via      | Itinerário                              |
| ------------- | ----------------------- | --------------------------------------- |
|               | Auto-estarda radial R-1 | Madrid - * - El Molar                   |
|               | Auto-estarda radial R-2 | Madrid - Guadalaxara                    |
|               | Auto-estarda radial R-3 | Madrid - Arganda del Rey - * - Tarancón |
|               | Auto-estarda radial R-4 | Madrid - Aranjuez - Ocaña               |
|               | Auto-estarda radial R-5 | Madrid - Navalcarnero                   |
| * Em projecto |                         |                                         |

- A autoestrada Radial 1 se encontra em construção.
- A construção da R-6 será substituída pelo projecto da via rápida autonómica M-65.

## Autoestradas e vias rápidas autónomas
As autoestradas e vias rápidas autónomas são estradas cuja titularidade e gestão depende de uma única Comunidade Autónoma. Normalmente se trata de vias com trajectos especialmente importantes para os fluxos rodoviários dessa Comunidade e no entanto a nível nacional. Uma infraestrutura desse tipo supõe um grande esforço económico por parte da administração autonómica, pelo que normalmente realiza em casos de necessidade do que o Estado contempla no seu Plano Rodoviário. No total, as auto-estradas e vias rápidas autónomas de Espanha estimam-se em 2.088 km (2000), ou seja, 3% da rede de espanhas das autónomas. Por tanto, as CC.AA. têm a seu cargo em 220% das vias de grande capacidade em Espanha.
| Comunidade Autónoma   | Via              | Denominação da Via                                                                         | Itinerário                                                                                       |
| --------------------- | ---------------- | ------------------------------------------------------------------------------------------ | ------------------------------------------------------------------------------------------------ |
| Andaluzia             | A-92             | -                                                                                          | Sevilha - Antequera - Granada - Guadix - Almeria                                                 |
| Andaluzia             | A-92N            | -                                                                                          | Guadix - Fronteira Andaluzia - Região de Múrcia                                                  |
| Andaluzia             | A-3122           | -                                                                                          | Sevilha - La Puebla del Río                                                                      |
| Andaluzia             | A-316            | -                                                                                          | Úbeda - * - Xaém - * - N-432                                                                     |
| Andaluzia             | A-318            | -                                                                                          | Estepa - A-45 - Lucena - N-432                                                                   |
| Andaluzia             | A-381            | -                                                                                          | Jerez de la Frontera - Los Barrios                                                               |
| Andaluzia             | A-92G            | -                                                                                          | Santa Fe - Granada                                                                               |
| Andaluzia             | A-92M            | -                                                                                          | Estación de Salinas - Puerto de las Pedrizas                                                     |
| Andaluzia             | A-301            | -                                                                                          | La Carolina - Úbeda                                                                              |
| Andaluzia             | A-306            | -                                                                                          | El Carpio - Torredonjimeno                                                                       |
| Andaluzia             | A-308            | -                                                                                          | A-44 - A-92                                                                                      |
| Andaluzia             | A-309            | -                                                                                          | Montoro - Castro del Río                                                                         |
| Andaluzia             | A-330            | -                                                                                          | Cúllar - Castro del Río                                                                          |
| Andaluzia             | A-334            | Autovía del Mármol                                                                         | Baza - Huércal Overa                                                                             |
| Andaluzia             | A-339            | -                                                                                          | Cabra - Alcalá la Real                                                                           |
| Andaluzia             | A-357            | -                                                                                          | Campillos - Málaga                                                                               |
| Andaluzia             | A-376            | Autovía Sevilla - Costa del Sol                                                            | Sevilha - Utrera                                                                                 |
| Andaluzia             | A-382            | -                                                                                          | Jerez de la Frontera - * - Arcos de la Frontera                                                  |
| Andaluzia             | A-383            | -                                                                                          | Acesso Leste a La Línea de la Concepción                                                         |
| Andaluzia             | A-384            | -                                                                                          | Arcos de la Frontera - Antequera                                                                 |
| Andaluzia             | A-394            | -                                                                                          | Arahal - Puente Pájaras                                                                          |
| Andaluzia             | A-395            | -                                                                                          | Ronda Sul de Granada                                                                             |
| Andaluzia             | A-397            | -                                                                                          | Ronda - San Pedro de Alcántara                                                                   |
| Andaluzia             | A-401            | -                                                                                          | Úbeda - Moreda                                                                                   |
| Andaluzia             | A-403            | -                                                                                          | Alcalá la Real - Dehesas Viejas                                                                  |
| Andaluzia             | A-431            | -                                                                                          | Córdoba - Villarrubia                                                                            |
| Andaluzia             | A-461            | -                                                                                          | Santa Olalla de Cala - Minas de Río Tinto                                                        |
| Andaluzia             | A-471            | -                                                                                          | El Torbiscal - Sanlúcar de Barrameda                                                             |
| Andaluzia             | A-480            | -                                                                                          | Chipiona - Jerez de la Frontera                                                                  |
| Andaluzia             | A-483            | -                                                                                          | Bollullos Par del Condado - Almonte                                                              |
| Andaluzia             | A-484            | -                                                                                          | Bonares - Almonte                                                                                |
| Andaluzia             | A-491            | -                                                                                          | Chipiona - El Puerto de Santa María                                                              |
| Andaluzia             | A-493            | -                                                                                          | La Palma del Condado - Valverde del Camino                                                       |
| Andaluzia             | A-495            | -                                                                                          | Gibraleón - Rosal de la Frontera                                                                 |
| Andaluzia             | A-496            | -                                                                                          | Valverde del Camino - Cabezas Rubias                                                             |
| Andaluzia             | A-497            | -                                                                                          | Huelva - Punta Umbría                                                                            |
| Aragão                | AR-1             | Quinto Cinturón de Zaragoza*                                                               | La Muela - Villafranca de Ebro                                                                   |
| Aragão                | AR-2             | Autopista Cariñena - Gallur*                                                               | Cariñena - Gallur                                                                                |
| Aragão                | AR-3             | Autopista de las Cinco Villas*                                                             | Ejea de los Caballeros - Mallén                                                                  |
| Aragão                | AR-4             | Autopista del Moncayo*                                                                     | Mallén - Tarazona                                                                                |
| Astúrias              | AS-1             | Autovía Minera                                                                             | Mieres - Gijón                                                                                   |
| Astúrias              | AS-2             | Autovía Industrial                                                                         | Oviedo - Gijón                                                                                   |
| Astúrias              | AS-17            | (futura Autovía AS-III)                                                                    | Llanera - Viella                                                                                 |
| Astúrias              | AS-117           | (futura Autovía del Nalón)                                                                 | Riaño - Lada                                                                                     |
| Ilhas Baleares        | Ma-1             | -                                                                                          | Palma de Mallorca - Peguera                                                                      |
| Ilhas Baleares        | Ma-13            | Antigua PM-27                                                                              | Palma de Mallorca - Inca - Sa Pobla                                                              |
| Ilhas Baleares        | Ma-19            | -                                                                                          | Palma de Mallorca - S'Arenal - Llucmajor                                                         |
| Extremadura           | EX-A1            | Navalmoral de la Mata a Portugal                                                           | Navalmoral de la Mata - Plasencia - * - Coria - * - Monfortinho (Portugal)                       |
| Extremadura           | EX-A2            | Miajadas a las Vegas Altas                                                                 | Miajadas - Don Benito - Villanueva de la Serena                                                  |
| Extremadura           | EX-A3            | Zafra a Jerez de los Caballeros                                                            | Zafra - * - Jerez de los Caballeros                                                              |
| Extremadura           | EX-A4            | Cáceres a Badajoz                                                                          | Cáceres - * - Badajoz                                                                            |
| Canárias              | TF-1             | Autopista del Sur de Tenerife                                                              | Santa Cruz de Tenerife - Adeje                                                                   |
| Canárias              | TF-2             | Autovía Interconexión Norte-Sur                                                            | Guajara (La Laguna) - Añaza (S.C. Tenerife)                                                      |
| Canárias              | TF-3             | Autovía de Circunvalación Norte del Área Metropolitana de Santa Cruz de Tenerife-La Laguna | La Laguna - Santa Cruz de Tenerife                                                               |
| Canárias              | TF-4             | Autovía de Penetración de Santa Cruz de Tenerife                                           | Polígono Costa Sur - Barrio de Cabo-Llanos                                                       |
| Canárias              | TF-5             | Autopista del Norte de Tenerife                                                            | Santa Cruz de Tenerife - Los Realejos                                                            |
| Canárias              | GC-1             | Autovía del Sur de Gran Canaria                                                            | Las Palmas de Gran Canaria - Mogán                                                               |
| Canárias              | GC-2             | Autovía del Norte de Gran Canaria                                                          | Las Palmas de Gran Canaria - Santa María de Guía de Gran Canaria                                 |
| Canárias              | GC-3             | Contorno de Las Palmas                                                                     | GC-1 - Tafira Baja - Siete Palmas - Tamaraceite - Arucas (Gran Canaria) - GC-2                   |
| Canárias              | GC-4             | -                                                                                          | GC-3 - Tafira Alta - Monte Lentiscal - *                                                         |
|                       | FV-1             | Autovía del Sur de Fuerteventura                                                           | Corralejo - Puerto del Rosario                                                                   |
|                       | FV-2             | Autovía del Norte de Fuerteventura                                                         | Puerto del Rosario - Morro Jable                                                                 |
|                       | FV-3             | Contorno de Puerto del Rosario                                                             | [[FV-1]] - FV-2 - FV-10 - FV-20 (Puerto del Rosario)                                             |
| Castilla-La Mancha    | CM-40            | Autovía de la Alcarria                                                                     | Guadalaxara - Tarancón                                                                           |
| Castilla-La Mancha    | CM-41            | Autovía de la Sagra                                                                        | A-5 - * - A-4                                                                                    |
| Castilla-La Mancha    | CM-42            | Autovía de los Viñedos                                                                     | Toledo - Tomelloso                                                                               |
| Castilla-La Mancha    | CM-43            | Autovía de La Solana                                                                       | Manzanares - * - La Solana - * - Albacete*                                                       |
| Castilla-La Mancha    | CM-44            | Autovía de Cuarto Centenario                                                               | Ciudad Real - * - Valdepeñas                                                                     |
| Castilla-La Mancha    | CM-45            | -                                                                                          | Cuenca - * - Albacete                                                                            |
| Castela e Leão        | A-231            | Autovía Camino de Santiago                                                                 | Burgos - Carrión de los Condes - Sahagún - Leão                                                  |
| Castela e Leão        | A-610            | -                                                                                          | Palência - Magaz de Pisuerga (A-62)                                                              |
| Castela e Leão        | A-67             | -                                                                                          |                                                                                                  |
| Castela e Leão        | CL-601           | -                                                                                          | Segóvia - * - Valladolid                                                                         |
| Castela e Leão        | CL-631           | Carretera de La Espina                                                                     | Ponferrada - Toreno                                                                              |
| Catalunha             | C-16             | Eje del Llobregat                                                                          | Barcelona - Berga - * - Puigcerdà                                                                |
| Catalunha             | C-17             | Eje del congosto                                                                           | Badalona - * -Mollet del Vallès - * - C.de Monbui - * - Centelles - Vic - * - Ripoll             |
| Catalunha             | C-25             | Eje Transversal                                                                            | Cervera - * - Manresa - * - Vic - * - Girona                                                     |
| Catalunha             | C-31             | Eje costero                                                                                | La Senia - * - Tarragona - * -Badalona - * -Forallac.                                            |
| Catalunha             | C-32             | Autopista de Pau Casals                                                                    | El Vendrell - Palafolls - * -Blanes - * - Lloret de Mar - * - Tossa de Mar - * - Palafrugell     |
| Catalunha             | C-33             | Acceso a Barcelona desde la Autopista AP-7                                                 | Montmeló - Barcelona                                                                             |
| Catalunha             | C-35             | -                                                                                          | Conexión AP-7 Norte - C-65                                                                       |
| Catalunha             | C-58             | -                                                                                          | Acceso Noroeste de Barcelona                                                                     |
| Catalunha             | C-60             | Autopista de la Roca                                                                       | Mataró - La Roca del Vallès - * - Les Franqueses del Valles                                      |
| Catalunha             | C-65             | -                                                                                          | C-35 - Sant Feliu                                                                                |
| Comunidade Valenciana | CV-10            | Autovía de la Plana                                                                        | La Vila-Vella - La Pobla Tornesa - * - Vilanova d'Alcolea                                        |
| Comunidade Valenciana | Vía Rápida CV-13 | Acceso al Aeopuerto de Castellón                                                           | N-340 Torreblanca - CV-10 Vilanova d'Alcolea                                                     |
| Comunidade Valenciana | CV-30            | Ronda Norte de Valencia                                                                    | V-30 - V-21                                                                                      |
| Comunidade Valenciana | CV-31            | Distribuidor Comarcal Norte                                                                | CV-30 Paterna - CV-310 Terramelar-Godella                                                        |
| Comunidade Valenciana | CV-33            | Distribuidor Comarcal Sur                                                                  | A-7 By-pass de Valencia - CV-36 Torrent - V-31 Pista de Silla                                    |
| Comunidade Valenciana | CV-35            | Autovía de Ademuz                                                                          | Valência - CV-25 Llíria - * - N-330 CM-9221 Santa Cruz de Moya - Ademuz                          |
| Comunidade Valenciana | CV-36            | Autovía de Torrente                                                                        | V-30 Valência - Torrent                                                                          |
| Comunidade Valenciana | CV-365           | Acceso Noroeste a Paterna                                                                  | CV-35 Terramelar-Burjassot - Noroeste de Paterna - * - V-30 Polígono Industrial Fuente del Jarro |
| Comunidade Valenciana | CV-500           | Valencia - Sueca (por El Saler)                                                            | V-30 Valência - El Saler - Ø - N-330 Sueca                                                       |
| Comunidade Valenciana | CV-60            | Ollería - Gandía - Oliva                                                                   | CV-40 L'Olleria - CV-680 Gandía                                                                  |
| Comunidade Valenciana | CV-80            | Sax - Castalla                                                                             | A-31 Sax - A-7 Castalla                                                                          |
| Galiza                | AG-11            | Autovía do Barbanza                                                                        | AP-9 - Padrón - * - Santa Uxía de Ribeira                                                        |
| Galiza                | AG-51            | -                                                                                          | A-52 - * - PILSAN                                                                                |
| Galiza                | AG-53            | Autopista Central Galega                                                                   | AP-53 - * - Ourense                                                                              |
| Galiza                | AG-54            | Autovía do Salnés                                                                          | AP-9 Barro - * - Sanxenxo                                                                        |
| Galiza                | AG-55            | -                                                                                          | Corunha - Carballo                                                                               |
| Galiza                | AG-55            | -                                                                                          | Carballo - * - Cee-Corcubión                                                                     |
| Galiza                | AG-56            | -                                                                                          | Santiago - * - Brión - * - Noia                                                                  |
| Galiza                | AG-57            | Autopista de Val Miñor                                                                     | Baiona - Vigo - VG-20                                                                            |
| Galiza                | AG-59            | -                                                                                          | Santiago de Compostela - * - Pontevedra - * - A Estrada                                          |
| Galiza                | AG-64            | -                                                                                          | Ferrol - As Pontes de García Rodríguez - * - Cabreiros - * - Vilalba - * - A-8                   |
| Galiza                | VRG-41           | -                                                                                          | Nogueira de Ramuín - * - Noalla                                                                  |
| Galiza                | CR-3             | -                                                                                          | Lalín - Chantada - A-75                                                                          |
| Galiza                | CR-4             | -                                                                                          | AP-9 Rande - Moaña - Cangas                                                                      |
| Galiza                | CR-5             | -                                                                                          | Nadela - * - Sarria - * - Monforte de Lemos                                                      |
| Galiza                | CR-6             | -                                                                                          | Ourense - * - Celanova - * - Fronteira portuguesa                                                |
| Madrid                | M-607            | Autovía de Colmenar Viejo                                                                  | Madrid - Colmenar Viejo                                                                          |
| Madrid                | M-501            | Autovía de Los Pantanos                                                                    | Madrid - Quijorna - Navas del Rey - * - Pelayos de la Presa - * - M-40                           |
| Madrid                | M-503            | Carretera de Villanueva de la cañada                                                       | Pozuelo de Alarcón - Majadahonda - Villanueva de la Cañada                                       |
| Madrid                | M-505            | Carretera del Escorial                                                                     | Las Rozas de Madrid - Galapagar - El Escorial                                                    |
| Madrid                | M-506            | Autovía de Pinto                                                                           | San Martín de la Vega - Pinto - Villaviciosa de Odón                                             |
| Madrid                | M-406            | -                                                                                          | Getafe - Leganés - Alcorcón                                                                      |
| Madrid                | M-407            | Autovía de Polvoranca                                                                      | Fuenlabrada - Leganés                                                                            |
| Madrid                | M-409            | -                                                                                          | Leganés - Fuenlabrada                                                                            |
| Madrid                | M-410            | Eje Madrid Sur                                                                             | Arroyomolinos - Humanes de Madrid - Parla - Valdemoro                                            |
| Murcia                | C-415            | -                                                                                          | Alcantarilla - Caravaca de la Cruz                                                               |
| Murcia                | C-3211           | -                                                                                          | Lorca - Águilas                                                                                  |
| Murcia                | C-3319           | -                                                                                          | Baños y Mendigo - San Javier                                                                     |
| Murcia                | MU-312           | -                                                                                          | El Algar - La Manga del Mar Menor                                                                |
| Navarra               | -                | -                                                                                          | -                                                                                                |
| País Basco            | BI-636           | Autopista del Kadagua                                                                      | Bilbau - Sodupe-Balmaseda                                                                        |
| País Basco            | GI-131           | Autovía del Urumea                                                                         | Andoain* - San Sebastián                                                                         |
| País Basco            | GI-632           | -                                                                                          | Durango - Bergara - Beasain                                                                      |

(* em construção o projecto)

## Autoestradas e vias rápidas nos arredores urbanos
| Cidade                 | Via    | Denominação da Via                                  | Itinerário |
| ---------------------- | ------ | --------------------------------------------------- | --- |
| Alicante               | A-70   | Circunvalación de Alicante                          | - |
| Alicante               | A-77   | Acceso Noroeste a Alicante                          | - |
| Alicante               | A-79   | -                                                   | Alicante - Elche |
| Corunha                | AC-10  | Enlace AC-11 a AC-12                                | - |
| Corunha                | AC-11  | Acesso ao centro da Corunha                         | Avda. Alfonso Molina |
| Corunha                | AC-12  | Acesso N-VI à Corunha por Casabranca                | San Pedro de Nos - Porto da Corunha |
| Corunha                | AC-14  | Acesso sul da Corunha                               | Terceira Ronda con Pocomaco - * - A-6 |
| Avilés                 | AI-81  | Acesso leste a Avilés                               | - |
| Almería                | AL-12  | Acesso leste a Almeria                              | - |
| Almería                | AL-14  | Acesso ao Porto de Almeria                          | - |
| Barcelona              | B-10   | Ronda litoral de Barcelona                          | - Ligação B-20/C-32 (nó do Llobregat) - Ligação Gran Vía/Autovía Castelldefels(C-31) - Zona Franca - Barcelona litoral(Passeio de Colón-Villa Olimpica-Fórum) - Ligação C-31 (Barcelona-Montgat) - Nó Trinitat (enlace con ronda de Dalt(B-20), C-17(Puigcerdà), C-58(Sabadell/Terrassa)) |
| Barcelona              | B-20   | Ronda Norte de Barcelona                            | - Nó do Llobregat (ligação com A-2 a C-32) - Ligação com B-23 em Av.Diagonal - Barcelona montanha (Pedralbes-Sarrià-La Vall d'Hebrón- Nou Barris) - Nó Trinitat (ligação com Ronda Litoral (B-10),C-17(Puigcerdà), C-58(Sabadell/Terrassa)- Badalona - Montgat (ligação com C-32 Mataró)  |
| Barcelona              | B-21   | Segundo acesso ao Porto de Barcelona                | - projeto em exposição pública |
| Barcelona              | B-22   | Acesso ao aeroporto de Barcelona                    | - Ligação C-32 (Barcelona/Sitges) - Ligação C-31 (Autovía Barcelona-Castelldefels)- Aeroporto de Barcelona |
| Barcelona              | B-23   | Acesso ao centro de Barcelona                       | - Molins de Rei - Barcelona (Av.Diagonal) |
| Barcelona              | B-24   | Acesso a Barcelona de Vallirana                     | - Molins de Rei - El Vendrell (tramo rematado até Vallirana) |
| Barcelona              | B-30   | Estradas laterais de AP-7                           | - Rubí - Sant Cugat - Sardañola del Vallés - Santa Perpétua de la Mogoda - Mollet del Vallès |
| Barcelona              | B-40   | Quarto Cinto de Barcelona                           | - (Projeto em exposição pública Abrera-Granollers) |
| Badajoz                | BA-11  | Acesso sul a Badajoz                                | Acesso sul segundo N-432 |
| Badajoz                | BA-20  | Circunvalação de Badajoz                            | Antigo traçado N-V por Badajoz |
| Burgos                 | BU-11  | Acesso sul a Burgos                                 | A-1(Nó Landa) - N-623/N-627 |
| Burgos                 | BU-30  | Circunvalação de Burgos                             | - |
| Cádis                  | CA-31  | Acesso norte a El Puerto de Santa María             | - |
| Cádis                  | CA-32  | Acesso sul a El Puerto de Santa María               | - |
| Cádis                  | CA-33  | San Fernando - Cádis                                | - |
| Cádis                  | CA-34  | Acesso a Gibraltar                                  | - |
| Cáceres                | CC-11  | Acesso norte a Cáceres                              | Acesso norte de A-66 segundo N-630 |
| Cáceres                | CC-211 | Acesso oeste a Cáceres                              | Acesso oeste de A-66 segundo N-521 |
| Cáceres                | CC-23  | Acesso leste a Cáceres                              | Acesso leste da futura A-58 segundo N-521 |
| Cartagena              | CT-31  | Acesso oeste a Cartagena                            | - |
| Cartagena              | CT-32  | Acesso leste a Cartagena                            | - |
| Cartagena              | CT-33  | Acesso à doca de Cartagena                          | - |
| Cartagena              | CT-34  | Acesso à doca de Escombreras                        | - |
| Castelló de la Plana   | CS-22  | Estrada de acesso ao porto de Castelló              | N-340 - Dársena Norte / El Grao de Castelló |
| Córdova                | CO-31  | Acesso norte a Córdova                              | - |
| Córdova                | CO-32  | Acesso ao aeroporto de Córdova                      | - |
| Cuenca                 | CU-11  | Acesso oeste a Cuenca                               | - |
| Elche                  | EL-20  | Circunvalação de Elche                              | - |
| A-78                   | -      | Elche - Crevillent                                  | |
| Ferrol                 | FE-11  | -                                                   | La Trinchera - El Ponto |
| Ferrol                 | FE-12  | -                                                   | Freixeiro - Río do Pozo |
| Ferrol                 | FE-13  | Acesso leste a Ferrol                               | Montón - Catabois |
| Ferrol                 | FE-14  | Acesso sudoeste a Ferrol                            | Fene - Puerto de Ferrol |
| Gijón                  | GJ-10  | Ronda Interior de Gijón                             | - |
| Gijón                  | GJ-20  | Ronda oeste                                         | Acesso ao Porto de Gijón |
| Gijón                  | GJ-81  | Acesso sul a Gijón                                  | - |
| Granada                | GR-12  | Acesso ao aeroporto de Granada                      | - |
| Granada                | GR-14  | Acesso oeste ao Porto de Motril                     | - |
| Granada                | GR-16  | Acesso leste ao Porto de Motril                     | - |
| Granada                | GR-30  | Circunvalação de Granada                            | - |
| Granada                | GR-43  | Acesso a Granada da N-432                           | - |
| Guadalaxara            |        | Ronda Norte de Guadalaxara                          | A-2 (Saida 59) - CM-101 (estrada de Fontanar) e Polígono del Henares |
| Huelva                 | H-30   | Circunvalação de Huelva                             | - |
| Huelva                 | H-31   | Acesso a Huelva de A-49                             | - |
| Ibiza                  | E-20   | Circunvalação de Ibiza                              | - |
| Xaém                   | J-12   | Acesso norte a Xaém                                 | - |
| Xaém                   | J-14   | Acesso leste a Xaém                                 | - |
| Lérida                 | LL-11  | Acesso leste a Lérida                               | - |
| Lérida                 | LL-12  | Acesso sul a Lérida                                 | - |
| Leão                   | LE-12  | Ligação LE-20 e LE-30                               | - |
| Leão                   | LE-20  | Ronda Leste                                         | Circunvalação de Leão - |
| Leão                   | LE-30  | Ronda Sul                                           | Ronda exterior de Leão - |
| Logronho               | LO-20  | Circunvalação sul de Logronho                       | Navarrete - Recajo |
| Lugo                   | LU-11  | Acesso sudoeste a Lugo                              | Nadela - Tolda de Castilla |
| Madrid                 | M-11   | Acesso de Norte de Madrid                           | M-30 & A-1 - M-14 Aeropuerto de Barajas T1, T2, T3, T4 |
| Madrid                 | M-12   | Eixo Aeroporto T4                                   | Túnel M-40 - M-110 com R-2 e futura R-1* |
| Madrid                 | M-13   | Eixo Leste-Oeste                                    | M-12 - M-14 Aeroporto de Barajas T1, T2, T3 |
| Madrid                 | M-14   | Acesso Aeroporto de Barajas T1, T2, T3              | M-40 Ligação M-21 - Aeroporto de Barajas |
| Madrid                 | M-21   | Ligação M-40 com M-50 y M-45                        | - |
| Madrid                 | M-22   | Ligação M-21 com Estação Avenida de la Ilustración  | - |
| Madrid                 | M-23   | Ligação O'Donell com R-3                            | - |
| Madrid                 | M-30   | Terceiro cinto de Madrid                            | - |
| Madrid                 | M-31   | Ligação M-40 M-45 M-50 para R-4                     | - |
| Madrid                 | M-40   | Quarto cinto de Madrid                              | Circunvalação de Madrid |
| Madrid                 | M-45   | -                                                   | M-40 (Getafe) - M-50 (Coslada) e M-50 (Las Rozas) - A-1 (San Sebastián de los Reyes) |
| Madrid                 | M-50   | Quinto cinto de Madrid                              | A-1 (San Sebastián de los Reyes) - A-6 (Las Rozas) |
| Madrid                 | M-60*  | Sexto cinto de Madrid                               | - |
| Madrid                 | M-65*  | Alternativa à A-6                                   | - |
| Málaga                 | MA-20  | Circunvalação de Málaga                             | - |
| Málaga                 | MA-21  | Málaga - Torremolinos                               | - |
| Málaga                 | MA-22  | Acesso ao porto de Málaga                           | - |
| Málaga                 | MA-23  | Acesso sul ao Aeroporto de Málaga                   | - |
| Málaga                 | MA-24  | Acesso leste a Málaga (La Araña)                    | - |
| Mérida                 | ME-11  | Acesso norte a Mérida                               | Acceso norte de A-66 / A-5 segundo N-630 |
| Múrcia                 | MU-30  | Circunvalação de Múrcia                             | - |
| Múrcia                 | MU-31  | Acesso sudoeste de Múrcia                           | - |
| Oviedo                 | O-11   | Acesso leste a Oviedo                               | - |
| Oviedo                 | O-12   | Acesso sul a Oviedo                                 | - |
| Oviedo                 | O-13   | Acesso oeste a Oviedo                               | - |
| Ourense                | OU-11  | Acesso Centro a Ourense                             | - |
| Palência               | P-11   | Acesso sul a Palência                               | - |
| Palma                  | Ma-20  | Via de Cintura                                      | - |
| Palma                  | Ma-30  | Segundo cinto de Palma                              | es Coll d'en Rabassa - Marratxí |
| Pamplona               | PA-30  | Ronda de Pamplona                                   | - |
| Pamplona               | PA-31  | Acesso Pamplona sul e aeroporto                     | - |
| Pamplona               | PA-32  | Acesso Pamplona sudeste                             | - |
| Pamplona               | PA-33  | Acesso Pamplona leste                               | - |
| Pamplona               | PA-34  | Acesso Pamplona oeste                               | - |
| Pontevedra             | PO-10  | Circunvalação de Pontevedra                         | AP-9 - O Pino - * - Pontevedra Leste - * - Pontevedra Norte - * - AP-9 |
| Pontevedra             | PO-11  | Acesso ao Porto de Marín                            | AP-9/PO-10 - PO-12 - Marín |
| Pontevedra             | PO-12  | Acesso oeste a Pontevedra                           | PO-11 - Pontevedra Oeste |
| Puertollano            | PU-11  | Acesso norte a Puertollano                          | - |
| Santander              | S-10   | Acesso leste a Santander                            | Solares - Santander |
| Santander              | S-20   | Acesso oeste a Santander                            | Bezana - El Sardinero |
| Santander              | S-30   | Ronda da Baía de Santander*                         | San Salvador - Peñacastillo |
| Santiago de Compostela | SC-11  | Acesso AP-9 - Cornes                                | - |
| Santiago de Compostela | SC-12  | Ligação O Castiñeiriño - Cornes                     | - |
| Santiago de Compostela | SC-14  | Ligação Aeroporto                                   | A-54 - Aeroporto de Santiago |
| Santiago de Compostela | SC-20  | Circunvalação de Santiago de Compostela             | Polígono do Tambre e N-550 - Avenida de Lugo |
| Salamanca              | SA-11  | Acesso norte de Salamanca                           | - |
| Salamanca              | SA-20  | Ronda sul de Salamanca                              | - |
| Segóvia                | SG-20  | Ronda sul de Segóvia                                | - |
| Sevilha                | SE-20  | Circunvalação de Sevilha                            | Ronda Supernorte (Cartuja-Aeroporto) |
| Sevilha                | SE-30  | Circunvalação de Sevilha                            | - |
| Sevilha                | SE-40  | Circunvalação de Sevilha*                           | - |
| Sevilha                | A-431  | Acesso Metropolitano Norte*                         | - |
| Sória                  | SO-20  | Circunvalação de Sória                              | - |
| Tarragona              | T-11   | Acesso a Tarragona de Reus                          | Reus - Tarragona |
| Toledo                 | TO-20  | Circunvalação de Toledo                             | - |
| Toledo                 | TO-21  | Acesso oeste a Toledo                               | - |
| Toledo                 | TO-22  | Acesso oeste da AP-41                               | - |
| Toledo                 | TO-23  | Acesso leste a Toledo                               | - |
| Valência               | V-11   | Acesso ao Aeroporto de Valência                     | - |
| Valência               | V-15   | Autoestrada de El Saler                             | Valência - El Saler |
| Valência               | V-21   | Acesso a Valência de Puçol                          | |
| Valência               | V-23   | Acesso a Sagunto de V-21                            | - |
| Valência               | V-30   | Circunvalação de Valência                           | - |
| Valência               | V-31   | Acesso a Valência de Silla                          | - |
| Valladolid             | VA-11  | Acesso leste a Valladolid                           | - |
| Valladolid             | VA-12  | Acesso sul a Valladolid                             | - |
| Valladolid             | VA-20  | Circunvalação de Valladolid                         | Ronda Leste de Valladolid |
| Valladolid             | VA-30  | Circunvalación de Valladolid                        | - |
| Vigo                   | VG-10  | Cinto de Vigo                                       | Castrelos - Porto de Bouzas |
| Vigo                   | VG-20  | Segundo Cinto de Vigo                               | VG-10 Navia - AG-57 - AP-9 Rebullón |
| Saragoça               | Z-30   | Ronda de la Hispanidad (Terceiro cinto de Saragoça) | - |
| Saragoça               | Z-32   | Ligação N-232ª e AP-68                              | - |
| Saragoça               | Z-40   | Quarto cinto de Saragoça                            | - |
| Samora                 | ZA-11  | Acesso norte a Samora                               | - |
| Samora                 | ZA-12  | Acesso leste a Samora                               | - |
| Samora                 | ZA-13  | Acesso sul a Samora                                 | - |
| Samora                 | ZA-30  | Circunvalação de Samora                             | - |

(* em construção o projecto)